# Augusto de Hohenlohe-Öhringen
Augusto de Hohenlohe-Öhringen (27 de noviembre de 1784, Breslavia - 15 de febrero de 1853, castillo de Slawentziz) fue un príncipe de la Casa de Hohenlohe, de la rama luterana de Hohenlohe-Ingelfingen.

## Biografía
El príncipe Augusto fue el único hijo varón, entre siete hermanas, del príncipe Federico Luis de Hohenlohe-Ingelfingen (1746-1818) y de la princesa, nacida condesa Amalia von Hoym (1763-1840). Hereda los bienes de su padre en 1806 quien no quería que su principado pasara al reino de Wurtemberg. El título de príncipe se convierte entonces en Hohenlohe-Öhringen. El príncipe entra no obstante en el servicio de Wurtemberg. Preside la asamblea de los señores de Wurtemberg entre 1815-1816 y de 1820 a 1830 la cámara real de los señores de Wurtemberg. Será el primer chambelán de esta institución hasta 1849. Sus hijos Hugo y Federico también formaron parte.
A la muerte de su padre en 1818, hereda los dominios de Slawenzitz y Lassowitz en la Alta Silesia, actualmente en Polonia, así como Oppurg en Turingia.
Fue teniente general del ejército de Wurtemberg.

## Familia

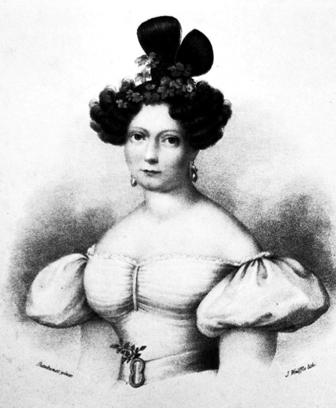
Su esposa, Luisa de Wurtemberg.

El príncipe pertenece a la rama evangélica-luterana de los Hohenlohe. Contrajo matrimonio, el 28 de septiembre de 1811 en Ludwigsburg, con la princesa Luisa de Wurtemberg (1789-1851), hija del príncipe Eugenio Federico de Wurtemberg y hermana del general del ejército imperial ruso Eugenio de Wurtemberg. Ella le dio cuatro hijos:
- Federico (1812-1892). Desposó en 1844 a la baronesa Matilde von Breuning (1821-1896)
- Federica Matilde  (1814-1888). Desposó en 1835 al príncipe Gunter Federico Carlos II de Schwarzburgo-Sondershausen (1801-1889)
- Hugo, duque de Ujest (1816-1897). Desposó en 1847 a la princesa Paulina de Fürstenberg (1829-1900)
- Félix Eugenio (1818-1900). Desposó en 1851 a la princesa Alejandrina Federica de Hanau, condesa de Schaumburg (1830-1871).

## Galería

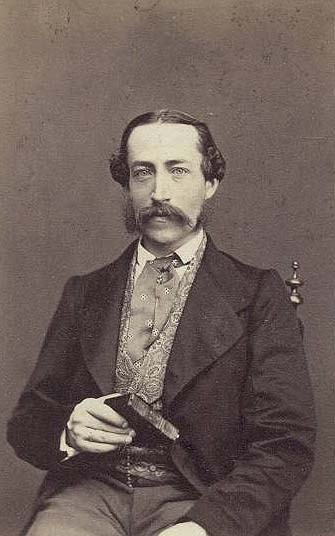
Su segundo hijo y heredero, Hugo
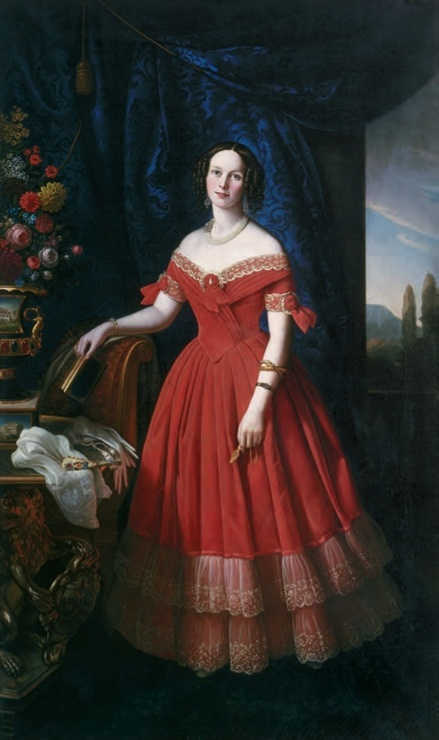
Retrato de su hija, Matilde, Princesa de Schwarzburgo-Sondershausen, 1841
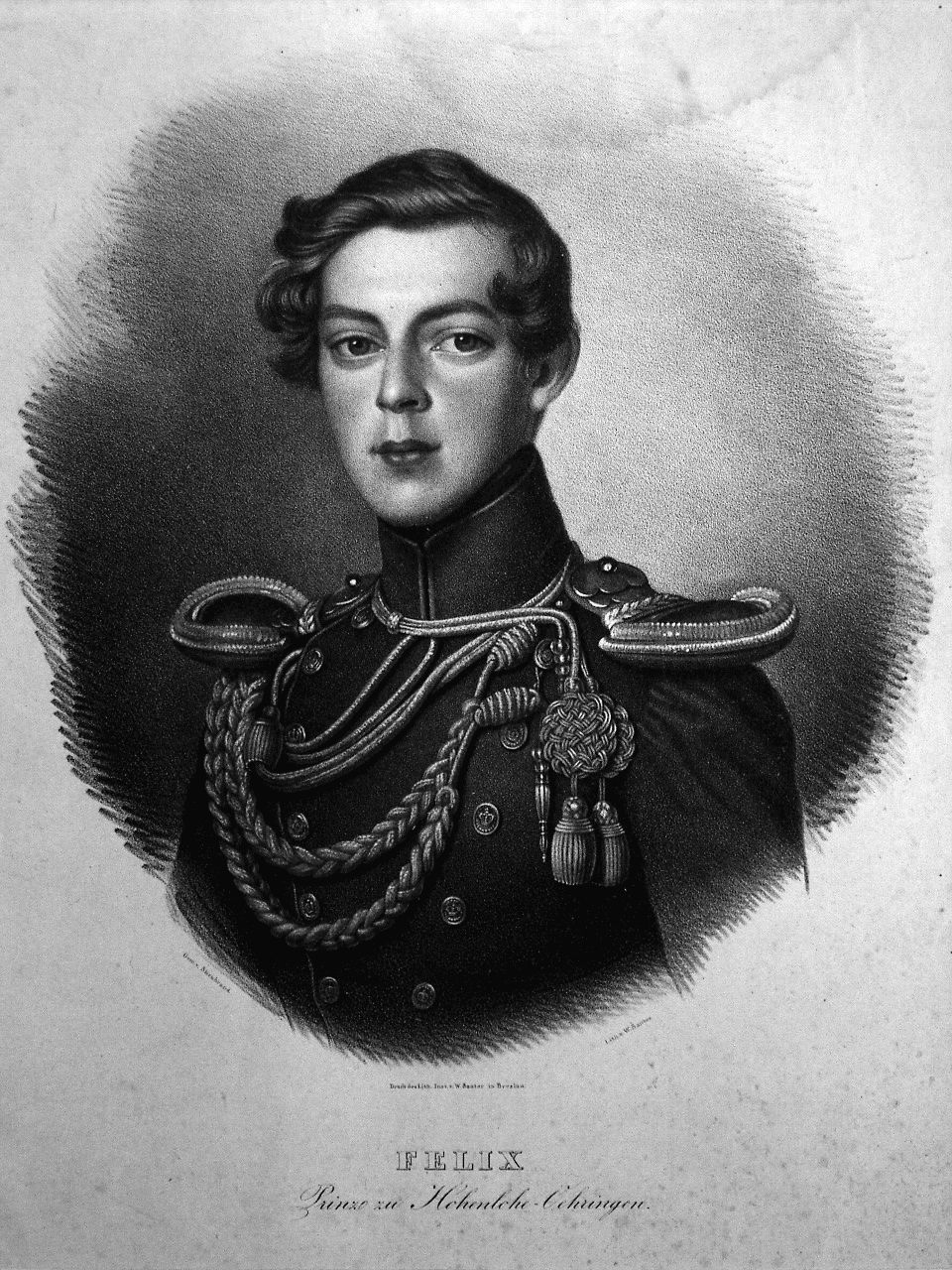
Su hijo más joven, Félix